# Птицефабрика Челябинская
Птицефабрика Челябинская — предприятие птицеводческой промышленности Челябинской области, входит в пятёрку крупнейших птицеводческих предприятий России. Основным направлением деятельности является производство, переработка, хранение и реализация сельскохозяйственной продукции. Располагается Челябинская область, Копейск, посёлок Октябрьский.

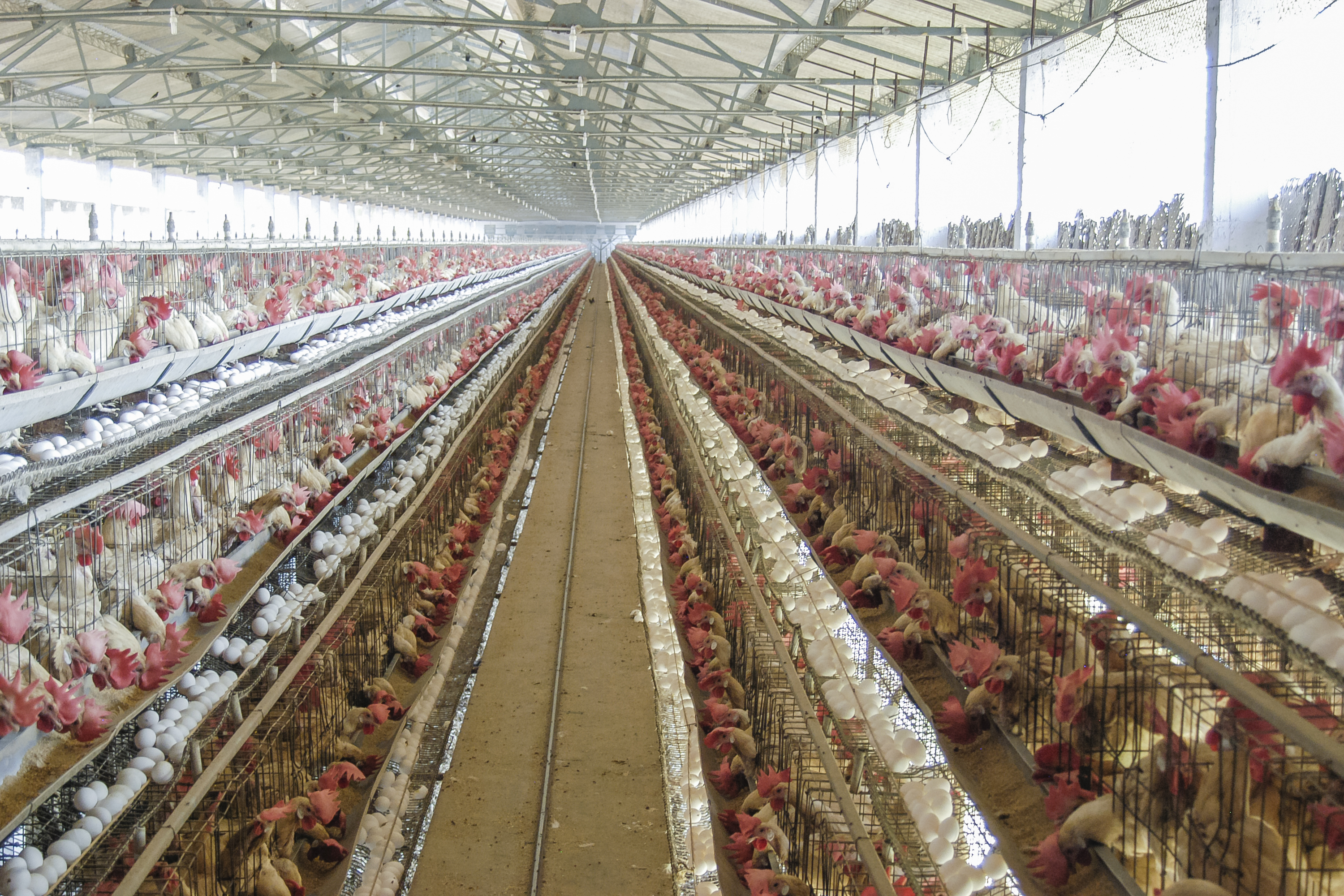

## История и награды предприятия
На протяжении всей истории АО «Птицефабрика Челябинская» неоднократно награждалось медалями престижных региональных, российских выставок и конкурсов.

### 2008 год
Дипломом и серебряной медалью за орех мясной варёно-копчёный на X Российской агропромышленной выставке «Золотая осень» (Москва)
Дипломом и золотой медалью за буженину «Праздничная» копчёно-запечённая на X Российской агропромышленной выставке «Золотая осень» (Москва)
Дипломом и золотой медалью за яйца куриные пищевые высшей категории и меланж яичный жидкий пастеризованный на X Российской агропромышленной выставке «Золотая осень» (Москва)
Дипломом и Золотой медалью за яйца куриные пищевые отборной категории и ЧЕПФА Сельское на XV универсальной выставке — ярмарке «АГРО — 2008» (Челябинск)
Дипломом с вручением медали за победу в конкурсе «Лучший продукт — сетям» на XI Межрегиональной выставке продуктов питания и напитков

### 2007 год
Диплом победителю I конкурса «Народное признание» в номинации «Мясные и колбасные изделия.» Колбаса «Докторская»
Диплом 1 степени и золотой медалью за яйца куриные пищевые в ассортименте: Чепфа Рекорд, Чепфа деревенское, Чепфа йодированные на IX Российской агропромышленной выставке «Золотая осень» (Москва)
Диплом 1 степени и золотой медалью за продукты копчёно-варёные: рулет «Дуплет», бекон «Любительский», свинина «Крамболь» на IX Российской агропромышленной выставке «Золотая осень» (Москва)
Дипломом и Золотой медалью за яйца куриные пищевые ЧЕПФА Йодированные и ЧЕПФА РЕКОРД на XIV универсальной выставке — ярмарке «АГРО — 2007» (Челябинск)
кубком «Лучшее предприятие Челябинской области» на XIV универсальной выставке — ярмарке «АГРО — 2007» (Челябинск)
Аттестатом I степени племенной корове с приплодом Герефордской породы на 18-й выставке племенного скота «ЧЕМПИОН»
Орденом «Лучшему руководителю России» по итогам за 2006 год, вручён Лауреату Национальной Премии в области управления В. Ф. Мурашову
Дипломом победителю IV Областного конкурса «Меняющие мир» в номинации «Благотворительная деятельность по всем направлениям социальной сферы» по итогам 2006 года

### 2006 год
Дипломом и Золотой медалью за яйца куриные пищевые ЧЕПФА Йодированные и ЧЕПФА РЕКОРД на XIII универсальной выставке — ярмарке «АГРО — 2006»(Челябинск)
Дипломом и Золотой медалью за большой вклад в развитие племенного животноводства Челябинской области и активное участие в Xiii универсальной выставке — ярмарке «АГРО — 2006» на XIII универсальной выставке — ярмарке «АГРО — 2006»(Челябинск)
Благодарностью победителям окружного конкурса «Лучший товар Югры — 2006» г. Ханты — Мансийск
Сертификат соответствия, удостоверяющий, что система менеджмента качества применительно к разработке, производству, поставке яиц куриных пищевых в ассортименте, мяса, субпродуктов мясных птичьих, колбасных изделий, пельменей, жира-сырца, порошка яичного, зерна соответствует требованиям ГОСТ Р ИСО 9001-2001

### 2005 год
Диплом 1 степени и золотая медаль за ассортимент яиц: «Сельское», «Нормайод», столовое высшей категории, столовое отборное и столовое 1 категории на VII Российской агропромышленной выставке «Золотая осень» (Москва)
Диплом 1 степени и золотая медаль за достигнутые показатели в развитии сельских территорий на VII Российской агропромышленной выставке «Золотая осень» (Москва)
Золотая медаль универсальной выставки-ярмарки «АГРО-2005» за яйцо «Отборное» (Челябинск)
Диплом и золотой медалью за динамичное развитие и высокие показатели XII универсальной выставки-ярмарки «АГРО-2005» (Челябинск)
Диплом за яйца куриные пищевые (столовые первой категории) на конкурсе «Сто лучших товаров России»
Диплом 1 степени лауреата конкурса «20 лучших товаров Челябинской области» за яйца столовые первой категории
Диплом 2 степени лауреата конкурса «20 лучших товаров Челябинской области» за ветчину варёную «Особая»

### 2004 год
Диплом за ветчину «Аполло» на конкурсе «Сто лучших товаров России»
Диплом 1 степени лауреата конкурса «20 лучших товаров Челябинской области» за ветчину «Аполло»
Диплом и золотой медалью за ветчину «Аполло» и яйцо «Сельское» на XI Универсальной выставки-ярмарки «Агро-2004» (Челябинск)
Диплом и серебряной медалью за большой вклад в развитие племенного животноводства Челябинской области и активное участие в XI Универсальной выставки-ярмарки «Агро-2004» на XI Универсальной выставки-ярмарки «Агро-2004» (Челябинск)
Серебряная медаль и Диплом II степени за яйцо «Нормайод» на VI Российской агропромышленной выставке «Золотая осень» (Москва)
Золотая медаль и Диплом I степени за яйцо «Сельское» на VI Российской агропромышленной выставке «Золотая осень» (Москва)

### 2003 год
Диплом лауреата конкурса «20 лучших товаров Челябинской области» за яйцо «Сельское»
Лауреат программы «100 лучших товаров России» за яйцо «Сельское»
Диплом за большой вклад в развитие сельскохозяйственного производства и активное участие в 10-й Универсальной выставке-ярмарке «Агро-2003» (Челябинск)
Диплом за высокое качество продукции на VII Межрегиональной специализированной продовольственной выставке-ярмарке «Уральская масленица»
Диплом победителя IV Всероссийского конкурса «1000 лучших предприятий и организаций России-2003» за высокую деловую активность и эффективную деятельность в 2003 году

### 2002 год
Диплом региональной выставки-ярмарки «Агро-2002» за большой вклад в развитие яичного производства и высокие вкусовые показатели перерабатываемой продукции
(Челябинск)

### 2001 год
Золотой эталон народной программы «Партнёрство ради прогресса»

### 2000 год
Диплом 1 степени за яйцо столовое 1 категории на выставке «Птичий Двор»
(Екатеринбург)
Диплом Министерства сельского хозяйства и продовольствия РФ члену «Агро-300» за высокие производственные показатели 1997—1999 г. г.
Диплом лауреата конкурса «20 лучших товаров Челябинской области» за яйца куриные пищевые
Диплом финалиста Всероссийской программы-конкурса «100 лучших товаров России» за яйца куриные пищевые
Диплом лауреата Всероссийского конкурса «1000 лучших предприятий и организаций России 21 века» за высокую деловую активность и эффективную деятельность по итогам работы в 2000 году
Диплом за участие в межрегиональной выставке-ярмарке «Универсал-2000»
(Екатеринбург)
Диплом I степени за широкий ассортимент, стабильное качество и освоение новых видов продукции на VII Региональной выставке-ярмарке «АГРО-2000» (Челябинск)
Диплом I степени на XX Межрегиональной специализированной выставке-ярмарке.

### 1999 год
Диплом за высокие производственные показатели члену Клуба «Агро-300»
Диплом лауреата премии Информационного агентства «ПРАЙС» 99
«Вместе против кризиса»

### 1998 год
Почётная грамота Министерства сельского хозяйства и продовольствия РФ за победу во Всероссийском конкурсе за лучшее состояние охраны труда и пожарной безопасности

### 1997 год
Диплом I степени на универсальной выставке-ярмарке «Агро-97» (Челябинск)

### 1989 год
Почётная грамота ЦК КПСС, Совета Министров СССР, ВЦСПС и ЦК ВЛКСМ за достижение наивысших результатов в производстве продукции
Переходящее Красное знамя с занесением на Всесоюзную доску Почёта на ВДНХ СССР за победу во Всесоюзном социалистическом соревновании

### 1988 год
Переходящее Красное знамя Совета Министров РСФСР, ВЦСПС за победу во Всероссийском социалистическом соревновании за успешное выполнение плана экономического и социального развития
Диплом II степени Главного комитета ВДНХ СССР за участие в Выставке достижений народного хозяйства

### 1987 год—1988 год
Диплом почёта бюро Челябинского Обкома КПСС, Исполкома областного Совета профсоюзов, бюро Обкома ВЛКСМ за выполнение условий социалистического соревнования, успешное проведение зимовки скота, увеличение производства и закупок продуктов животноводства в зимний период 1987/88 г.

### 1985
Диплом ВЦСПС, ЦК ВЛКСМ и Госснаба СССР за достижение высоких результатов на Всесоюзном смотре эффективности использования сырья, материалов и топливно-энергетических ресурсов

### 1982 год—1984 год
Почётные грамоты от Челябинской областной комиссии содействия Фонду Мира — за активное участие в деятельности Советского фонда Мира и пополнение его добровольными взносами в интересах укрепления всеобщего мира, свободы и безопасности народов